# Nguyễn Hữu Thị Nhàn
Phụ Thiên Thuần Hoàng Hậu (chữ Hán: 輔天純皇后, 22 tháng 12 năm 1870 - 19 tháng 11 năm 1935), còn được gọi là Đức Thánh Cung (德聖宮), là chính thất của Đồng Khánh hoàng đế thuộc triều đại nhà Nguyễn trong lịch sử Việt Nam. Bà là đích mẫu của Khải Định hoàng đế và là bà nội trên danh nghĩa của Bảo Đại.
Bà cùng với Hựu Thiên Thuần hoàng hậu, thứ thất của Đồng Khánh, trở thành 2 vị Thái hoàng thái hậu cuối cùng trong lịch sử Việt Nam.

## Tiểu sử
Phụ Thiên Thuần Hoàng hậu có tên húy là Nhàn (嫻), tên tự là Học Khương (學姜), xuất thân từ dòng họ Nguyễn Hữu Thị (阮有氏) ở Thanh Hóa, con gái thứ hai của Cơ Mật viện Đại thần Kinh lược sứ Bắc Kỳ Vĩnh Quốc công Nguyễn Hữu Độ. Hoàng hậu từ nhỏ đã nổi tiếng thông minh, xinh đẹp và nhân hậu .
Năm 1885, Xuất Đế Hàm Nghi phát động Trận Kinh thành Huế 1885 và Phong trào Cần Vương liên tiếp chống Pháp, cuối cùng thất bại và bị tù đày. Giữa lúc đó, chính quyền Pháp buộc triều đình nhà Nguyễn chọn ra một hoàng thân lên ngôi Hoàng đế Đại Nam và Kiên Giang quận công Ưng Kỷ, con nuôi thứ 2 của Tự Đức được chọn. Việc lên ngôi này có sự giúp đỡ rất lớn của cha bà là ông Nguyễn Hữu Độ.
Ngày 19 tháng 9, năm 1885, Kiên Giang quận công đăng cơ, tức Đồng Khánh hoàng đế, Nguyễn Hữu Độ trở thành quan phụ chính có thế lực lớn nhất trong triều đình Huế khi ấy. Ngày 14 tháng 2 năm 1886, nhà vua cho đón con gái của ông Độ chính là bà Thị Nhàn vào cung, phong thẳng lên ngôi Hoàng quý phi, cho cai quản mọi việc chốn hậu cung với kim bài chiều ngang khắc chữ: "Đồng Khánh sắc tứ", chiều dọc khắc chữ "Kiêm nhiếp lục viện". Sau khi Đồng Khánh qua đời năm 1889, bà bị tước đi phong hiệu và sống ẩn dật trong cung.
Trong thời gian làm Hoàng quý phi, bà Nhàn sinh được 2 Hoàng tử là Bửu Nguy, Bửu Nga song đều chết yểu. Trong số các hoàng tử của Đồng Khánh chỉ có Phụng Hóa công Nguyễn Phúc Bửu Đảo do Tiệp dư Dương Thị Thục sinh ra là còn sống đến tuổi trưởng thành. Bà Hoàng quý phi Nhàn khi đó lấy thân phận là mẹ đích cùng với bà Thục nuôi dưỡng Bửu Đảo đến khi trưởng thành.
Năm 1916, qua nhiều biến cố trong triều đình, Bửu Đảo được người Pháp lập lên làm vua, tức là vua Khải Định. Bà Nhàn được Khải Định tấn tôn làm Hoàng thái hậu. Đến năm 1923, bà được dâng tôn hiệu là Khôn Nguyên Hoàng thái hậu (坤元皇太后), sinh nhật gọi là Thánh Thọ tiết (聖壽節), vì vậy bà được gọi là Thánh Cung hoàng thái hậu (聖宮皇太后) hay đơn giản là Đức Thánh Cung (德聖宮). Khải Định khi chầu hầu, tôn gọi là Thánh Mẫu (聖母).
Năm 1933, Bảo Đại tôn phong bà làm Khôn Nguyên Xương Minh Thái hoàng thái hậu (坤元昌明太皇太后). Những năm cuối đời, bà bị liệt giường và chỉ nằm ở cung Diên Thọ do bị bệnh khớp rất nặng.
Ngày 19 tháng 11 năm 1935, Thái hoàng thái hậu mẩt, hưởng thọ 64 tuổi. Lăng của bà được gọi là Tư Minh lăng (思明陵), hay dân gian quen gọi Thánh Cung Lăng (聖宮陵), tọa lạc tại làng Dương Xuân, Hương Thủy, Thừa Thiên.

## Trong văn hóa đại chúng
| Năm  | Tác phẩm                            | Thể loại          | Nhân vật            |
| ---- | ----------------------------------- | ----------------- | ------------------- |
| 2018 | Đại Nam Đồng Khánh thâm cung truyện | Tiểu thuyết dã sử | Nguyễn Hữu Lan Khuê |
| 2019 | Hậu cung- Phượng hoàng bay cao      | Tiểu thuyết dã sử | Đức Thánh Cung      |